# HGÜ-Kurzkupplung Wyborg
Koordinaten: 60° 40′ 49″ N, 28° 55′ 7″ O
Die HGÜ-Kurzkupplung Wyborg, etwa neun Kilometer östlich von Wyborg in Russland gelegen, ist die einzige HGÜ-Kurzkupplung in Russland. Sie stellt eine elektrische Verbindung zwischen den Verbundnetzen der nordischen Staaten NORDEL und dem russischen Verbundnetz IPS/UPS dar.
Die Anlage ging 1982 in Betrieb und weist mit Stand 2018 eine Scheinleistung von 1,42 GVA (Wirkleistung: 1 GW) auf. Sie verwendete ursprünglich drei bipolare Stromrichter mit einer Betriebsspannung von 85 kV, Anfang der 2000er Jahre wurde die Anlage auf vier Stromrichter erweitert. Im Unterschied zu den meisten anderen HGÜ-Anlagen ist kein bidirektionaler Energietransfer, sondern nur von Russland in Richtung Finnland möglich.
Am 14. Mai 2022 stellte Russland aufgrund nicht bezahlter Rechnungen die Energielieferungen in das NORDEL-Netz (bzw. nach Finnland) ein.